# 1625 az irodalomban
Az 1625. év az irodalomban.

## Születések
- június 10. – Apáczai Csere János filozófiai és pedagógiai író, kálvinista teológus, a magyar művelődés, tudományosság és nevelésügy úttörője, az első magyar enciklopédista († 1659)
- 1625. – Wacław Potocki lengyel költő, a lengyel barokk irodalom kiemelkedő alakja († 1696)[1]

## Halálozások
- március 25. – Giambattista Marino, az olasz barokk ünnepelt költője (* 1569)
- június 1. – Honoré d’Urfé francia író, a L’Astrée című pásztorregény szerzője (* 1568)
- ? – John Fletcher angol drámaíró (* 1579)